# Маркело
Маркело (нід. Markelo, нід. вимова: [mɑrkəlo]) — село в нідерландській провінції Оверейсел. Входить до муніципалітету Гоф-ван-Твенте.
Його площа становить 62,41 км², а населення станом на 2021 рік складало 6 405 осіб.
Перша згадка про населений пункт датується 1188 роком.
До 2021 року мало статус окремого муніципалітету.

## Галерея

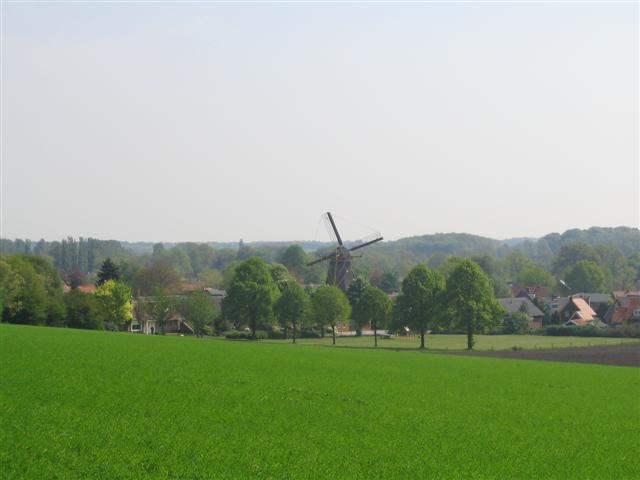
Околиці Маркело
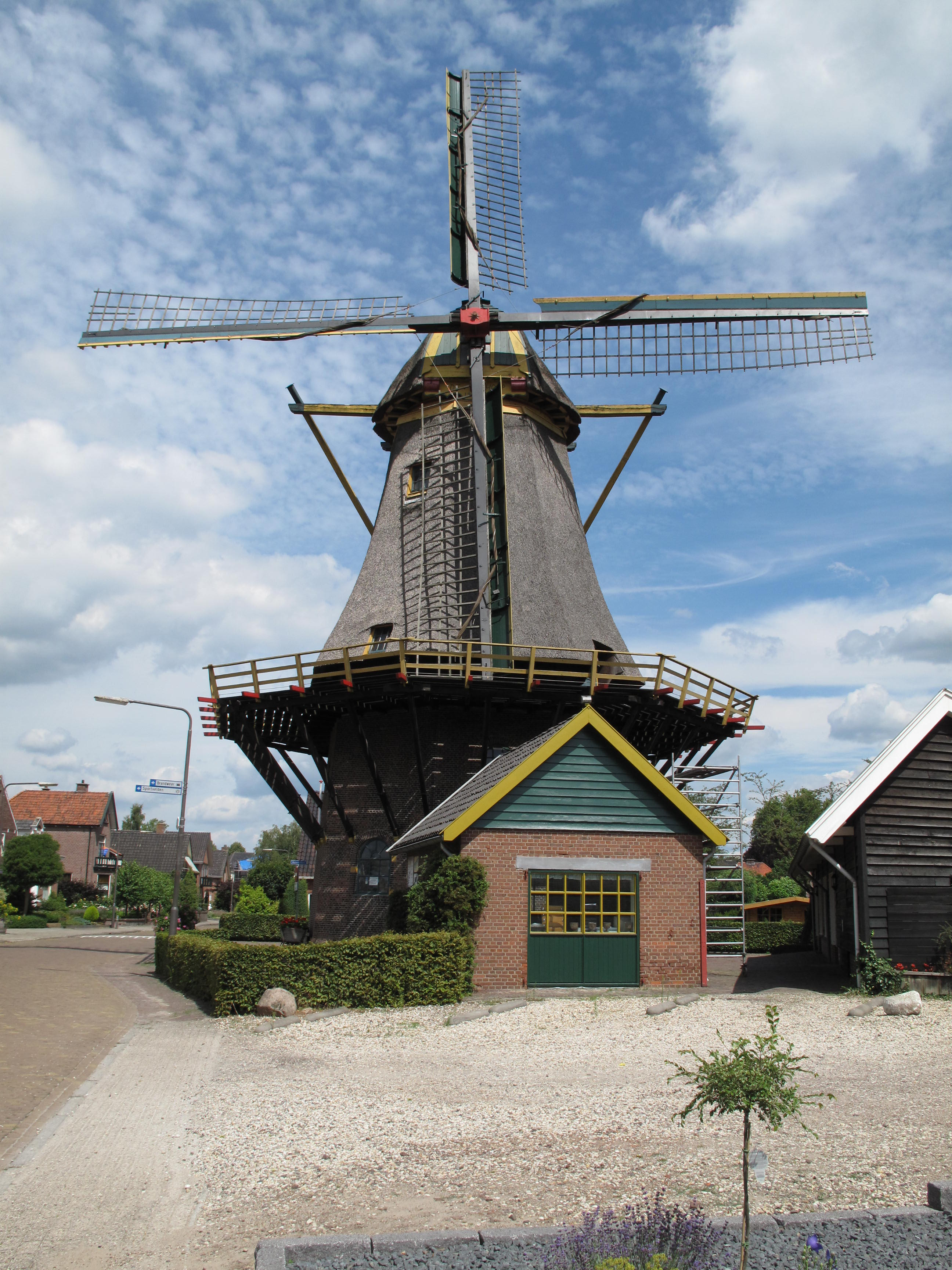
Вітряк у селі
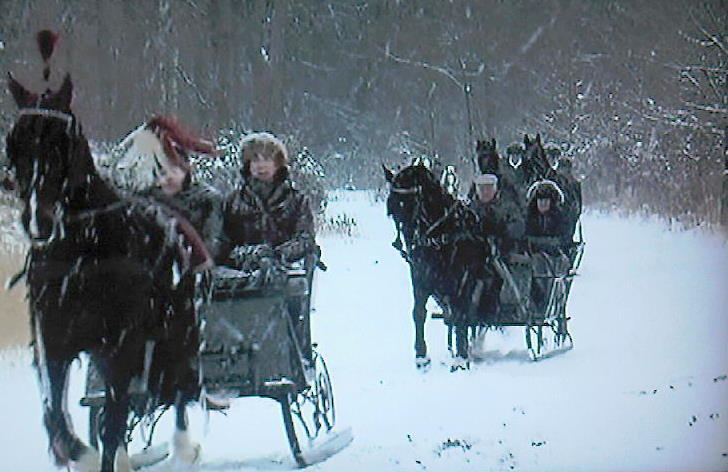
Зима у Маркело
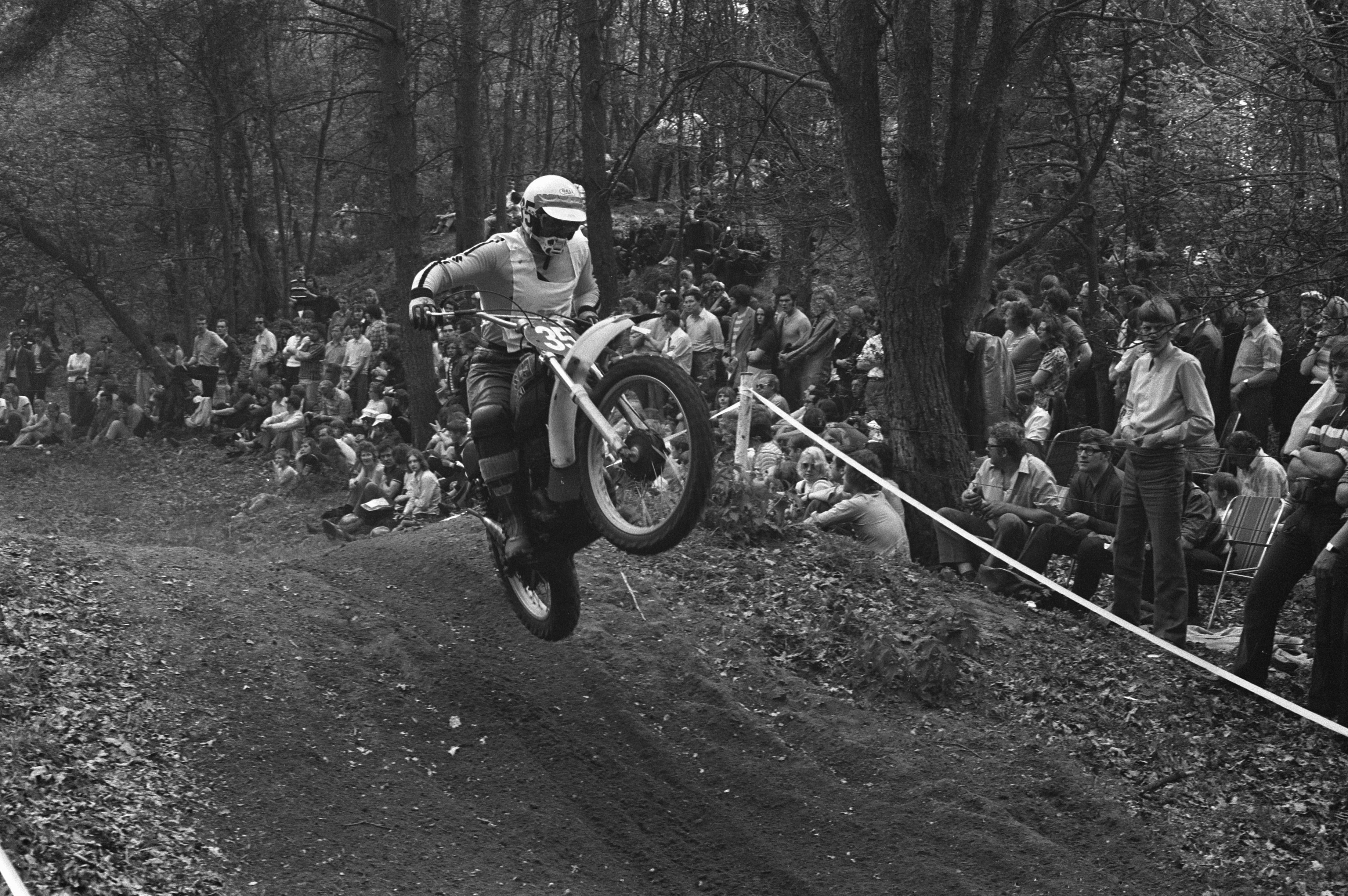
Мотоперегони (1972)